# Sofonisba Anguissola
Sofonisba Anguissola (Cremona, 2 febbraio 1532 – Palermo, 16 novembre 1625) è stata una pittrice italiana del tardo Rinascimento, una delle prime artiste a raggiungere la fama in Europa.

## Biografia

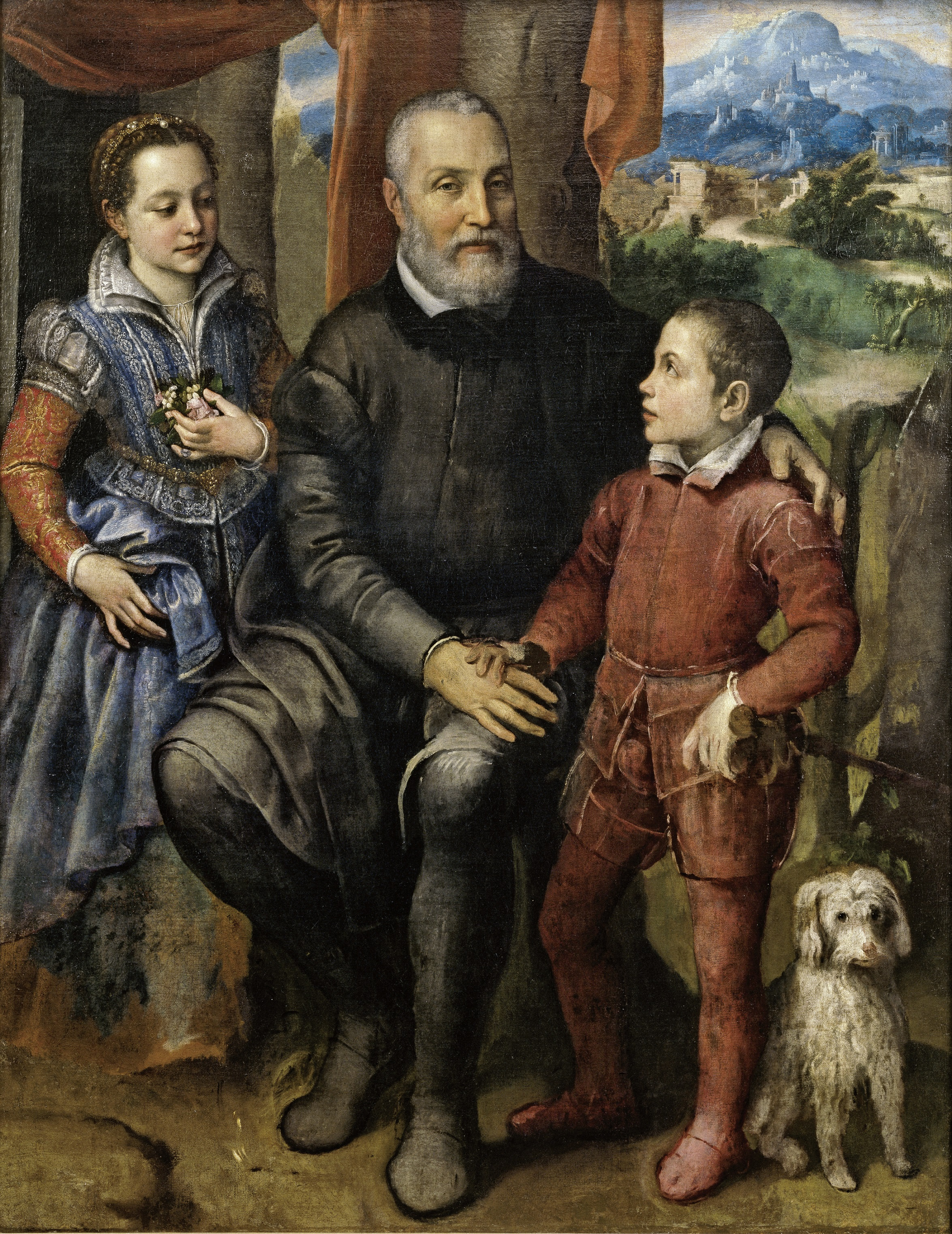
Ritratto di famiglia Anguissola, 1557.

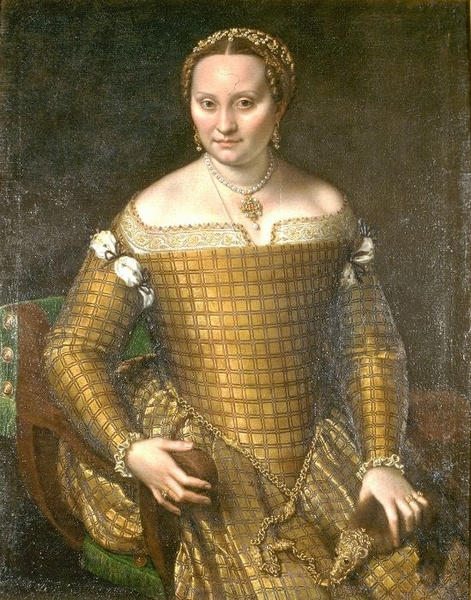
Ritratto di Bianca Ponzoni Anguissola, 1557

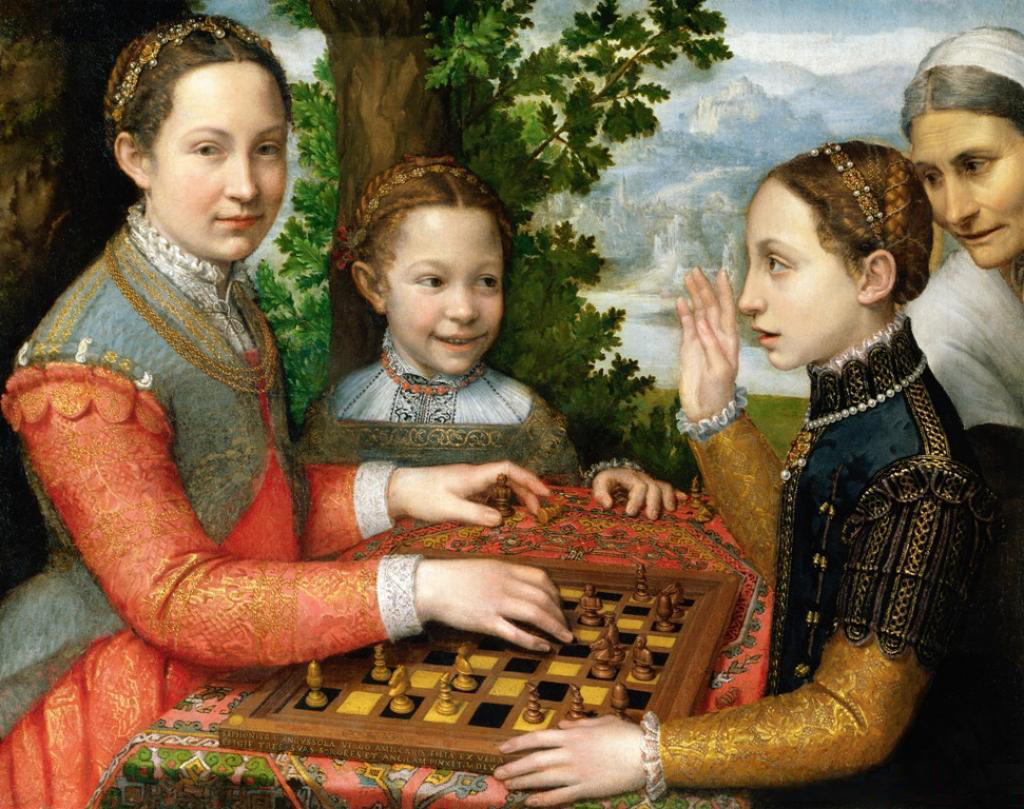
Partita a scacchi, 1555.

Sofonisba nacque a Cremona intorno al 1532 dall'aristocratica famiglia piacentina degli Anguissola ascritta al patriziato veneziano e discendente dal nobile casato di Galvano Sordi, il cui capostipite, nel 717 contribuì a liberare Costantinopoli dai Saraceni.
Fu la prima dei sette figli di Amilcare Anguissola e della nobildonna Bianca Ponzoni, sposata nel 1530 in seconde nozze. Quattro delle sorelle di Sofonisba, Elena, Lucia, Europa e Anna Maria divennero anch'esse pittrici. Elena in seguito abbandonò la carriera artistica per diventare una monaca domenicana. La quinta sorella, Minerva, fu insegnante di latino e scrittrice, mentre l'unico fratello, Asdrubale, studiò latino e diventò musicista.
Il padre Amilcare faceva parte del Consiglio dei Decurioni che governava la città di Cremona per conto del re di Spagna Filippo II. Amante dell’arte, frequentava l’"Accademia degli Animosi" e la società colta cremonese, aperta ai nuovi fermenti culturali che percorrevano l’Italia e l’Europa. Avviò le figlie allo studio della letteratura, della pittura e della musica. Diversamente da altre giovani aristocratiche,  Sofonisba non si dedicò alla pittura come passatempo o adempimento, ma come professione. Le precarie condizioni economiche della famiglia indussero infatti il padre, nella prospettiva di dover provvedere a sei doti per le figlie, a cercare una fonte di entrata supplementare per la famiglia. Sia quando si trovava alla corte di re Filippo II, che dopo la morte del padre, avvenuta nel 1573, Sofonisba provvide materialmente, con periodici contributi in denaro, al sostentamento del fratello.

### Formazione artistica
La prima formazione artistica di Sofonisba si realizzò tra gli undici e i tredici anni. Avendo individuato per loro una carriera in quest'ambito, lei e la sorella Elena vennero affidate dal padre agli insegnamenti del pittore lombardo Bernardino Campi, nella cui casa dimorarono per circa tre anni, come ospiti paganti. Campi, pur non appartenendo alla nota famiglia di pittori cremonesi comprendente i più celebri Vincenzo, Giulio e Antonio Campi, aveva uno stile che si rifaceva agli esponenti di spicco dell'arte manierista in voga nell'Italia settentrionale tra Cinquecento e Seicento. Il suo stile influenzò notevolmente Sofonisba, che ne tradusse i tratti essenziali nell'ambito prediletto, quello della ritrattistica.
Quando nel 1549 Campi lasciò Cremona per Milano, Sofonisba ebbe come secondo maestro Bernardo Gatti, detto il Sojaro.

### I primi dipinti
Fra le prime opere note di Sofonisba vengono indicati il Ritratto di Elena Anguissola (1551), dedicato alla sorella fattasi monaca, alcuni autoritratti, realizzati fra il 1552 e il 1558 (fra cui Autoritratto, 1554; Autoritratto alla spinetta (Sofonisba Anguissola), 1555; Autoritratto al cavalletto, c. 1556),  la Partita a scacchi (1555) in cui si vedono le sorelle Lucia, Minerva ed Europa nel mezzo del gioco, e altri dipinti che hanno per soggetto membri della famiglia (Ritratto di Bianca Ponzoni Anguissola, 1557; Ritratto di famiglia Anguissola, c. 1559).
La fama di Sofonisba come ritrattista si diffuse fin dall'inizio degli anni cinquanta. Nel 1550 Marco Girolamo Vida, vescovo e poeta cremonese amico della famiglia Anguissola, incluse il nome della giovane pittrice «inter egregios pictores nostri temporis» nel suo Cremonensium Orationes III.
Apprezzamenti sulla sua pittura vennero anche da Michelangelo Buonarroti, che conobbe l'opera della giovane tramite il padre Amilcare Anguissola, che nel 1554 gli aveva inviato alcuni disegni per averne un giudizio. Michelangelo rimase positivamente colpito da un disegno a carboncino e matita, Fanciullo morso da un gambero, in cui Sofonisba aveva ritratto l'espressione del pianto e l’istante di dolore del fratello Asdrubale, morso da un granchio e consolato dalla sorella Europa. Più tardi Caravaggio avrebbe trovato in questo motivo ispirazione per il suo Ragazzo morso da un ramarro.
La giovane pittrice, promossa dal padre presso artisti, umanisti e mecenati, partecipò come figura di spicco alla vita artistica delle corti italiane. Il padre la introdusse presso i Gonzaga, dove Sofonisba fece un ritratto alla duchessa Margherita e alla nuora Elena d'Austria, agli Este di Ferrara e ai Farnese. La sua competenza e abilità artistica divennero note dentro e fuori i confini della penisola italiana.
Nella primavera del 1557 Sofonisba si recò a Piacenza, dove Amilcare aveva ricevuto dall’Arcidiacono la richiesta di un ritratto. La ragazza soggiornò per circa un mese nella casa dei parenti Anguissola e seguì lezioni di miniatura dal famoso miniaturista Giulio Clovio. Con la sua guida, visitò il Convento di San Sisto, dove era conservata la famosa Madonna Sistina di Raffaello, e la Basilica di Santa Maria di Campagna, per ammirare i dipinti del Pordenone. Sofonisba, riconoscente, rappresentò Clovio in un ritratto.
Quando nel 1557 Ermes Stampa, secondo Marchese di Soncino, una delle famiglie più potenti della Lombardia, si rivolse a Bernardino Campi per far eseguire un ritratto del figlio, questi, molto impegnato a Milano, suggerì di rivolgersi a Sofonisba. In quello stesso anno, alla morte di Ermes, il figlio Massimiliano di soli 9 anni, divenne il terzo Marchese di Soncino. Sofonisba lo ritrasse a figura intera, vestito di nero, con la spada, i guanti, l’anello, simboli del suo rango, ed il cane dormiente, simbolo di fedeltà. Nel ritratto si nota una grande naturalezza nell’espressione del viso e negli occhi smarriti per il futuro.
Sofonisba fu citata nelle Vite di Giorgio Vasari che soggiornò in casa Anguissola a Cremona nel 1568 e lodò il ritratto che ella fece della sua famiglia, databile intorno al 1558, in cui compare al centro il padre, con alla sua destra la figlia Minerva e alla sinistra il figlio Asdrubale. Vasari riportò come Sofonisba fosse allora considerata con ammirazione dalla corte di Filippo II in Spagna.

### In Spagna, alla corte di Filippo II
Nel 1559 il Duca d’Alba persuase il re Filippo II di Spagna a chiamare Sofonisba alla corte come dama d'onore della quattordicenne regina Elisabetta di Valois, sua promessa sposa, per darle lezioni di pittura.
Sofonisba, allora conosciuta in Italia come una delle più grandi artiste, lasciò Cremona diretta a Milano all’inizio di settembre e incontrò la regina Elisabetta, figlia di Enrico II di Francia e di Caterina de’ Medici, alla fine di gennaio 1560. Assistette al matrimonio tra la regina Isabella e Filippo II, tornato da Bruxelles dopo cinque anni di assenza. Durante i festeggiamenti conobbe il giovane Ferrante Gonzaga, figlio di Luigi Alessandro e della letterata piacentina Caterina Anguissola.
Durante una lezione di pittura a corte incontrò Don Carlos (1545-1568), il figlio del primo matrimonio di Filippo II con Maria del Portogallo, descritto dagli ambasciatori come piccolo, malinconico e malaticcio. In seguito dipinse un ritratto, andato perduto, in cui il principe era vestito con un abito foderato di lince; come ricompensa ricevette un diamante dal valore di 1.500 scudi.
Sofonisba eseguì ritratti di quasi tutti i membri della famiglia reale, ma nessuno di essi reca la sua firma. Secondo alcuni autori, non rivestendo la carica ufficiale di pittrice di corte, non avrebbe ricevuto una paga in cambio dei suoi servigi, ma solo preziosi tessuti e gioielli; secondo altri il suo salario annuale sarebbe ammontato a cento ducati.
Alla morte della regina, nel 1568, rimase alla corte di Spagna ancora per alcuni anni come dama e ritrattista delle due infante Isabella e Caterina.

### Paternò, Genova e Palermo

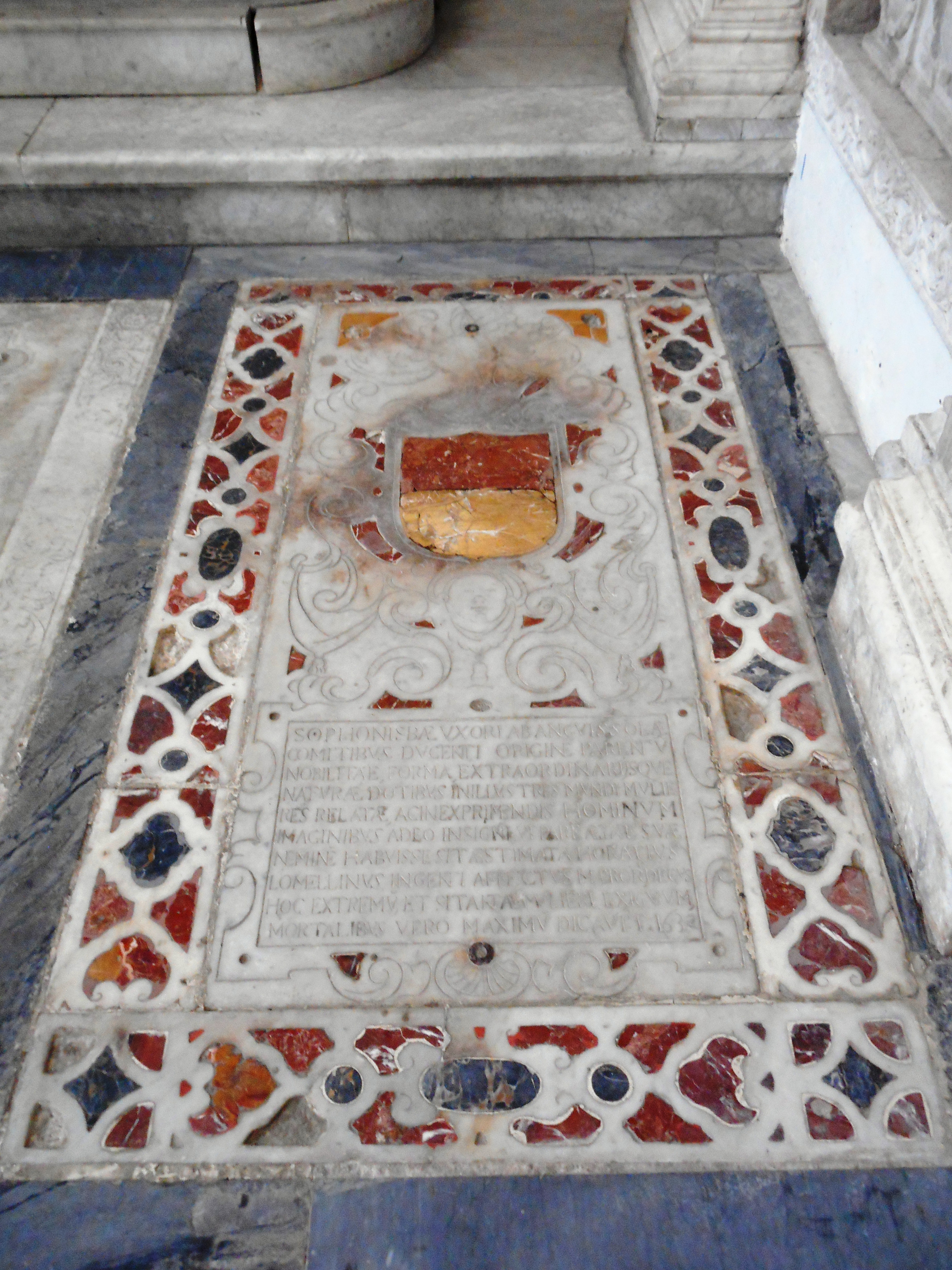
Tomba di Sofonisba Anguissola a Palermo.

All'età di circa quarant'anni, nel 1573, la pittrice sposò per procura, su intercessione della corte spagnola che le assegnò una cospicua dote, il nobile siciliano Fabrizio Moncada, fratello del viceré di Sicilia, e si trasferì a Paternò nel palazzo dei Moncada.
Il matrimonio durò solo cinque anni: il 27 aprile 1578 il marito morì durante un attacco pirata mentre si stava recando su una galera alla corte di Filippo II, come riportato nella relazione di naufragio scritta dal capitano spagnolo Baltasar Gago.
Sofonisba, per omaggiare il marito, dipinse una pala d’altare, Madonna dell’Itria, conservata nell'atrio della chiesa del monastero delle benedettine intitolato a Maria Santissima Annunziata. Nel dipinto, in cui il volto di Maria è un autoritratto, è rappresentata una marina con due piccole navi (due caracche), a ricordare la morte di Moncada sulle coste di Capri.
Rimasta vedova, la pittrice lasciò l'isola per ritornare a Cremona, ma durante il viaggio via mare conobbe un giovane capitano di marina, il nobile genovese Orazio Lomellini, vedovo e con figlio, che sposò a Pisa nel 1579, in seconde nozze, andando poi a vivere a Genova. Rimase in questa città per 35 anni, continuando a dipingere ritratti di personaggi di corte spagnoli, in visita nel capoluogo ligure o a Savona.
Intorno al 1580 incontrò il giovane pittore Pier Francesco Piola che la spinse ad assumere come proprio modello di stile i pittori genovesi Luca Cambiaso e Bernardo Castello.
Tornata nel 1615 con il nuovo marito a Palermo, dove egli aveva numerosi interessi, Sofonisba continuò a dipingere nonostante un forte calo della vista. Alla lunga, tuttavia, questo problema le impedì di continuare a esercitare la sua arte, non prima però di aver raggiunto una grandissima fama, tanto che il celebre Antoon van Dyck, succedutole come ritrattista ufficiale della corte spagnola, confessò tutta la sua ammirazione per la sua arte. I due si incontrarono a Palermo nel 1624, presso la corte del viceré di Sicilia Emanuele Filiberto di Savoia; Sofonisba era prossima alla morte, l'artista fiammingo aveva 25 anni, e in occasione di questo incontro le fece un ritratto.
La pittrice morì l'anno dopo, ultranovantenne, il 16 novembre 1625, e fu sepolta nella chiesa palermitana di San Giorgio dei Genovesi appartenente alla Nazione Genovese di Palermo, dove ancora oggi si trova la lapide del sacello, nella navata destra.

## Riconoscimenti
- Alla pittrice sono state intitolate varie strade in Lombardia, una a Genova e una a Palermo.
- A Cremona, sua città natale, un liceo porta il suo nome.[33]

## Opere
- Ritratto di Elena Anguissola (o Ritratto di monaca), 1551, olio su tela, 68.5 × 53.3 cm (Southampton City Art Gallery, Southampton, Regno Unito)[34]
- Autoritratto, c. 1552–1553, olio su tela, 88.5 × 69 cm (Galleria degli Uffizi, Firenze, Italia)[35]
- Autoritratto, 1554, olio su tavola di pioppo, 19.5 × 14.5 × 0.8 cm (Kunsthistorisches Museum, Vienna, Austria)[36]
- Autoritratto alla spinetta (o Ritratto di donna), c. 1554–1555, olio su tela, 56.5 × 48 cm (Museo nazionale di Capodimonte, Napoli, Italia)[37]
- Partita a scacchi, 1555, olio su tela, 72 × 97 cm (Museo Nazionale, Poznań, Polonia)
- Ritratto di canonico lateranense, 1556, olio su tela, 57 × 53 cm (Pinacoteca Tosio Martinengo, Brescia, Italia)
- Ritratto di monaco, c. 1556, olio su tavola, 68 × 53.3 cm (Collezione privata)
- Autoritratto in miniatura, c. 1556, acquarello verniciato su pergamena, incastonato in un medaglione in metallo, 8.3 × 6.4 cm (Museo di Belle Arti, Boston, Stati Uniti d'America)[38]
- Autoritratto al cavalletto, c. 1556–1565, olio su tela, 66 × 57 cm (Castello di Łańcut, Łańcut, Polonia)
- Ritratto di Bianca Ponzoni Anguissola, 1557, olio su tela, 98.1 × 75.6 cm (Gemäldegalerie, Berlino, Germania)[39]
- Ritratto di Massimiliano II Stampa, 1557, olio su tela, 134.94 × 71.12 × 2.54 cm (Walters Art Museum, Baltimora, Stati Uniti d'America)[40]
- Ritratto di Giovanni Battista Caselli, c. 1557–1558, olio su tela, 77.7 × 61.4 cm (Museo del Prado, Madrid, Spagna)[41]
- Autoritratto, 1558, olio su tavola, 13.2 cm di diametro (Fondazione Custodia a Parigi, Francia)[42]
- Autoritratto, 1558 (Galleria di Palazzo Colonna, Roma, Italia)
- Ritratto femminile (attr.), c. 1558, olio su tela, 63.5 × 54.5 cm (Museo Poldi Pezzoli, Milano, Italia)[43]
- Sacra Famiglia, 1559, olio su tela, 36.7 × 31.9 cm (Accademia Carrara, Bergamo, Italia)[44]
- Bernardino Campi ritrae Sofonisba Anguissola, c. 1559, olio su tela, 111 × 110 cm (Pinacoteca Nazionale, Siena, Italia)[45][46]
- Ritratto di famiglia Anguissola, c. 1559, olio su tela, 157 × 122 cm (Nivaagaard, Nivå, Danimarca)[47]
- Ritratto di Filippo II di Spagna, c. 1559–1573, olio su tela, 96.5 × 74.3 cm (Alcázar di Segovia, Segovia, Spagna)[48]
- Ritratto di Giovanna d'Asburgo, c. 1559–1573, olio su tela, 106 × 81 cm (Collezione privata)[49]
- Ritratto di Elisabetta di Valois, c. 1559, olio su tela, 68 × 54 cm (Kunsthistorisches Museum, Vienna, Austria)[50]
- Ritratto di Alessandro Farnese, c. 1560, olio su tela, 107 × 79 cm (Galleria Nazionale, Dublino, Irlanda)[51]
- Autoritratto, c. 1560–1561, olio su tela, 36 × 29 cm (Pinacoteca di Brera, Milano, Italia)[52]
- Ritratto di Elisabetta di Valois, 1561 (Opera perduta. Distrutto da un incendio scoppiato al Palazzo Reale di El Pardo nel 1604)[53]
- Ritratto di Giovanna d'Asburgo e una bambina, c. 1561–1562, olio su tela, 194 × 108.3 cm (Isabella Stewart-Gardner Museum, Boston, Stati Uniti d'America)[54]
- Ritratto di Elisabetta di Valois con in mano un ritratto di Filippo II, c. 1561–1565, olio su tela, 206 × 123 cm (Museo del Prado, Madrid, Spagna)[55]
- Ritratto di Minerva Anguissola, c. 1564, olio su tela, 85.09 × 66.04 cm (Milwaukee Art Museum, Milwaukee, Stati Uniti d'America)[56]
- Ritratto di Filippo II di Spagna, 1565, olio su tela, 88 × 72 cm (Museo del Prado, Madrid, Spagna)[57]
- Ritratto di Don Carlos, c. 1567–1568 (Ubicazione ignota. Opera perduta)[58]
- Doppio ritratto, c. 1570, olio su tela, 72 × 65 cm (Galleria Doria Pamphilj, Roma, Italia)
- Due giovani principesse (attr.), c. 1570–1575, olio su tela (Palazzo Reale, Genova, Italia)[59]
- Ritratto di tre bambini con un cane o Ritratto di due sorelle e del fratello dell'artista (attr.), c. 1570–1590, olio su tavola, 74 × 95 cm (Corsham Court, Corsham, Regno Unito)[60]
- Ritratto della regina Anna d'Asburgo, 1573, olio su tela, 86 × 67.5 cm (Museo del Prado, Madrid, Spagna)[61]
- Ritratto di un principe spagnolo, c. 1573, olio su tela, 59.06 × 48.26 cm (San Diego Museum of Art, San Diego, Stati Uniti d'America)[62]
- Ritratto della infanta Isabella Clara Eugenia (attr.), c. 1573, olio su tela, 58 × 50 cm (Galleria Sabauda, Torino, Italia)[63]
- Pietà, c. 1574–1585, olio su tela, 44 × 27 cm (Pinacoteca di Brera, Milano, Italia)[64]
- Ritratto di Francesco I de' Medici, granduca di Toscana, c. 1579, olio su tela, 217 × 146 cm (Collezione privata)[65]
- Ritratto di giovane dama (attr.), c. 1580, olio su tela, 106 × 67.5 cm (Museo Lázaro Galdiano, Madrid, Spagna)[66]
- Ritratto di Massimiliano II d'Asburgo, c. 1580, olio su avorio, 12.7 × 9.7 cm, (Collezione privata)[67]
- Doppio ritratto, anni '80 del 1500 circa, olio su tavola, 40 cm di diametro (Allen Memorial Art Museum, Oberlin, Stati Uniti d'America)[68]
- Sposalizio mistico di santa Caterina, 1588, olio su tela, 94 × 70 cm (Museo di Belle Arti, Bilbao, Spagna)[69]
- Sacra Famiglia con Sant'Anna e San Giovannino, 1592, olio su tela, 125.7 × 110.5 cm (Lowe Art Museum, Coral Gables, Stati Uniti d'America)[70]
- Madonna allattante il Bambino, 1598, olio su tela, 77 × 63.5 cm (Museo di Belle Arti, Budapest, Ungheria)[71]
- Ritratto della infanta Isabella Clara Eugenia, 1599, olio su tela, 194.5 × 110 cm (Ambasciata di Spagna a Parigi, Francia)
- Madonna col Bambino, 1542–1623, olio su tela, 56.2 × 49.7 cm (Statens Museum for Kunst, Copenaghen, Danimarca)[72]
- Ritratto di un uomo con sua figlia, 1542–1623, olio su tela, 60 × 48 cm (Museo Nazionale, Varsavia, Polonia)[73]
- Ritratto di giovane dama di profilo, tardo XVI secolo, olio su tela, 68.5 × 52.5 cm (Ermitage, San Pietroburgo, Russia)[74]
- Ritratto di giovane uomo, XVI secolo o inizio XVII secolo, olio su tavola, 43.2 × 30.8 cm (Detroit Institute of Arts, Detroit, Stati Uniti d'America)[75]
- Autoritratto, 1610 (Fondazione Gottfried Keller a Winterthur, Canton Zurigo, Svizzera)
- Madonna dell’Itria (1578-1579; olio su tavola, 239,5 x 170 cm; Paternò, parrocchia Santa Maria dell’Alto, chiesa dell’ex monastero della Santissima Annunziata)